# Liste der Bodendenkmale in Nebel (Amrum)
In der Liste der Bodendenkmale in Nebel sind die Bodendenkmale der Gemeinde Nebel nach dem Stand der Bodendenkmalliste des Archäologischen Landesamts Schleswig-Holstein von 2016 aufgelistet. Die Baudenkmale sind in der Liste der Kulturdenkmale in Nebel (Amrum) aufgeführt.
| Denkmal-ID           | Befundart               | Bezeichnung                                  | Zeitstellung                            | Lage | Bemerkungen                           | Bild |
| -------------------- | ----------------------- | -------------------------------------------- | --------------------------------------- | ---- | ------------------------------------- | ---- |
| aKD-ALSH-Nr. 001 344 | Grabmal > Grabhügel     | Grabhügel                                    | Vor- und/oder Frühgeschichte            |      |                                       |      |
| aKD-ALSH-Nr. 001 345 | Grabmal > Grabhügel     | Grabhügel                                    | Vor- und/oder Frühgeschichte            |      |                                       |      |
| aKD-ALSH-Nr. 001 346 | Grabmal > Grabhügel     | Grabhügel                                    | Vor- und/oder Frühgeschichte            |      |                                       |      |
| aKD-ALSH-Nr. 001 347 | Grabmal > Grabhügel     | Grabhügel                                    | Vor- und/oder Frühgeschichte            |      |                                       |      |
| aKD-ALSH-Nr. 001 348 | Grabmal > Grabhügel     | Grabhügel                                    | Vor- und/oder Frühgeschichte            |      |                                       |      |
| aKD-ALSH-Nr. 001 349 | Grabmal > Grabhügel     | Grabhügel                                    | Vor- und/oder Frühgeschichte            |      |                                       |      |
| aKD-ALSH-Nr. 001 350 | Grabmal > Grabhügel     | Grabhügel                                    | Vor- und/oder Frühgeschichte            |      |                                       |      |
| aKD-ALSH-Nr. 001 351 | Grabmal > Grabhügel     | Grabhügel                                    | Vor- und/oder Frühgeschichte            |      |                                       |      |
| aKD-ALSH-Nr. 001 352 | Grabmal > Grabhügel     | Grabhügel                                    | Vor- und/oder Frühgeschichte            |      |                                       |      |
| aKD-ALSH-Nr. 001 353 | Grabmal > Grabhügel     | Grabhügel                                    | Vor- und/oder Frühgeschichte            |      |                                       |      |
| aKD-ALSH-Nr. 001 354 | Grabmal > Grabhügel     | Grabhügel                                    | Vor- und/oder Frühgeschichte            |      |                                       |      |
| aKD-ALSH-Nr. 001 355 | Grabmal > Grabhügel     | Grabhügel                                    | Vor- und/oder Frühgeschichte            |      |                                       |      |
| aKD-ALSH-Nr. 001 356 | Grabmal > Grabhügel     | Grabhügel                                    | Vor- und/oder Frühgeschichte            |      |                                       |      |
| aKD-ALSH-Nr. 001 357 | Grabmal > Grabhügel     | Grabhügel                                    | Vor- und/oder Frühgeschichte            |      |                                       |      |
| aKD-ALSH-Nr. 001 358 | Grabmal > Grabhügel     | Grabhügel                                    | Vor- und/oder Frühgeschichte            |      |                                       |      |
| aKD-ALSH-Nr. 001 359 | Grabmal > Grabhügel     | Grabhügel                                    | Vor- und/oder Frühgeschichte            |      |                                       |      |
| aKD-ALSH-Nr. 001 360 | Grabmal > Grabhügel     | Grabhügel                                    | Vor- und/oder Frühgeschichte            |      |                                       |      |
| aKD-ALSH-Nr. 001 361 | Grabmal > Grabhügel     | Grabhügel                                    | Vor- und/oder Frühgeschichte            |      |                                       |      |
| aKD-ALSH-Nr. 001 362 | Grabmal > Grabhügel     | Grabhügel                                    | Vor- und/oder Frühgeschichte            |      |                                       |      |
| aKD-ALSH-Nr. 001 363 | Grabmal > Grabhügel     | Grabhügel                                    | Vor- und/oder Frühgeschichte            |      |                                       |      |
| aKD-ALSH-Nr. 001 364 | Grabmal > Grabhügel     | Grabhügel                                    | Vor- und/oder Frühgeschichte            |      |                                       |      |
| aKD-ALSH-Nr. 001 365 | Grabmal > Grabhügel     | Grabhügel                                    | Vor- und/oder Frühgeschichte            |      |                                       |      |
| aKD-ALSH-Nr. 001 366 | Grabmal > Grabhügel     | Grabhügel                                    | Vor- und/oder Frühgeschichte            |      |                                       |      |
| aKD-ALSH-Nr. 001 367 | Grabmal > Grabhügel     | Grabhügel                                    | Vor- und/oder Frühgeschichte            |      |                                       |      |
| aKD-ALSH-Nr. 001 368 | Grabmal > Grabhügel     | Grabhügel                                    | Vor- und/oder Frühgeschichte            |      |                                       |      |
| aKD-ALSH-Nr. 001 369 | Grabmal > Grabhügel     | Grabhügel                                    | Vor- und/oder Frühgeschichte            |      |                                       |      |
| aKD-ALSH-Nr. 001 370 | Grabmal > Grabhügel     | Grabhügel                                    | Vor- und/oder Frühgeschichte            |      |                                       |      |
| aKD-ALSH-Nr. 001 371 | Grabmal > Grabhügel     | Grabhügel                                    | Vor- und/oder Frühgeschichte            |      |                                       |      |
| aKD-ALSH-Nr. 001 372 | Grabmal > Grabhügel     | Grabhügel                                    | Vor- und/oder Frühgeschichte            |      |                                       |      |
| aKD-ALSH-Nr. 001 373 | Grabmal > Grabhügel     | Grabhügel                                    | Vor- und/oder Frühgeschichte            |      |                                       |      |
| aKD-ALSH-Nr. 001 374 | Grabmal > Grabhügel     | Grabhügel                                    | Vor- und/oder Frühgeschichte            |      |                                       |      |
| aKD-ALSH-Nr. 001 375 | Grabmal > Grabhügel     | Grabhügel                                    | Vor- und/oder Frühgeschichte            |      |                                       |      |
| aKD-ALSH-Nr. 001 376 | Grabmal > Grabhügel     | Grabhügel                                    | Vor- und/oder Frühgeschichte            |      |                                       |      |
| aKD-ALSH-Nr. 001 377 | Grabmal > Grabhügel     | Grabhügel                                    | Vor- und/oder Frühgeschichte            |      |                                       |      |
| aKD-ALSH-Nr. 001 378 | Grabmal > Grabhügel     | Grabhügel                                    | Vor- und/oder Frühgeschichte            |      |                                       |      |
| aKD-ALSH-Nr. 001 379 | Grabmal > Grabhügel     | Grabhügel                                    | Vor- und/oder Frühgeschichte            |      |                                       |      |
| aKD-ALSH-Nr. 001 380 | Grabmal > Grabhügel     | Grabhügel                                    | Vor- und/oder Frühgeschichte            |      |                                       |      |
| aKD-ALSH-Nr. 001 381 | Grabmal > Grabhügel     | Grabhügel                                    | Vor- und/oder Frühgeschichte            |      |                                       |      |
| aKD-ALSH-Nr. 001 382 | Grabmal > Grabhügel     | Grabhügel                                    | Vor- und/oder Frühgeschichte            |      |                                       |      |
| aKD-ALSH-Nr. 001 383 | Grabmal > Grabhügel     | Grabhügel                                    | Vor- und/oder Frühgeschichte            |      |                                       |      |
| aKD-ALSH-Nr. 001 384 | Grabmal > Grabhügel     | Grabhügel                                    | Vor- und/oder Frühgeschichte            |      |                                       |      |
| aKD-ALSH-Nr. 001 385 | Grabmal > Grabhügel     | Grabhügel                                    | Vor- und/oder Frühgeschichte            |      |                                       |      |
| aKD-ALSH-Nr. 001 386 | Grabmal > Grabhügel     | Grabhügel                                    | Vor- und/oder Frühgeschichte            |      |                                       |      |
| aKD-ALSH-Nr. 001 387 | Grabmal > Grabhügel     | Grabhügel                                    | Vor- und/oder Frühgeschichte            |      |                                       |      |
| aKD-ALSH-Nr. 001 388 | Grabmal > Grabhügel     | Grabhügel                                    | Vor- und/oder Frühgeschichte            |      |                                       |      |
| aKD-ALSH-Nr. 001 389 | Grabmal > Grabhügel     | Grabhügel                                    | Vor- und/oder Frühgeschichte            |      |                                       |      |
| aKD-ALSH-Nr. 001 390 | Grabmal > Grabhügel     | Grabhügel                                    | Vor- und/oder Frühgeschichte            |      |                                       |      |
| aKD-ALSH-Nr. 001 391 | Grabmal > Grabhügel     | Grabhügel                                    | Vor- und/oder Frühgeschichte            |      |                                       |      |
| aKD-ALSH-Nr. 001 392 | Grabmal > Grabhügel     | Grabhügel                                    | Vor- und/oder Frühgeschichte            |      |                                       |      |
| aKD-ALSH-Nr. 001 393 | Grabmal > Grabhügel     | Grabhügel                                    | Vor- und/oder Frühgeschichte            |      |                                       |      |
| aKD-ALSH-Nr. 001 394 | Grabmal > Grabhügel     | Grabhügel                                    | Vor- und/oder Frühgeschichte            |      |                                       |      |
| aKD-ALSH-Nr. 001 395 | Grabmal > Grabhügel     | Grabhügel                                    | Vor- und/oder Frühgeschichte            |      |                                       |      |
| aKD-ALSH-Nr. 001 396 | Grabmal > Grabhügel     | Grabhügel                                    | Vor- und/oder Frühgeschichte            |      |                                       |      |
| aKD-ALSH-Nr. 001 397 | Grabmal > Grabhügel     | Grabhügel                                    | Vor- und/oder Frühgeschichte            |      |                                       |      |
| aKD-ALSH-Nr. 001 398 | Grabmal > Grabhügel     | Grabhügel                                    | Vor- und/oder Frühgeschichte            |      |                                       |      |
| aKD-ALSH-Nr. 001 399 | Grabmal > Grabhügel     | Grabhügel                                    | Vor- und/oder Frühgeschichte            |      |                                       |      |
| aKD-ALSH-Nr. 001 400 | Grabmal > Grabhügel     | Grabhügel                                    | Vor- und/oder Frühgeschichte            |      |                                       |      |
| aKD-ALSH-Nr. 001 401 | Grabmal > Grabhügel     | Grabhügel                                    | Vor- und/oder Frühgeschichte            |      |                                       |      |
| aKD-ALSH-Nr. 001 402 | Grabmal > Grabhügel     | Grabhügel                                    | Vor- und/oder Frühgeschichte            |      |                                       |      |
| aKD-ALSH-Nr. 001 403 | Grabmal > Grabhügel     | Grabhügel                                    | Vor- und/oder Frühgeschichte            |      |                                       |      |
| aKD-ALSH-Nr. 001 404 | Grabmal > Grabhügel     | Grabhügel                                    | Vor- und/oder Frühgeschichte            |      |                                       |      |
| aKD-ALSH-Nr. 001 405 | Grabmal > Grabhügel     | Grabhügel                                    | Vor- und/oder Frühgeschichte            |      |                                       |      |
| aKD-ALSH-Nr. 001 406 | Grabmal > Grabhügel     | Grabhügel                                    | Vor- und/oder Frühgeschichte            |      |                                       |      |
| aKD-ALSH-Nr. 001 407 | Grabmal > Grabhügel     | Grabhügel                                    | Vor- und/oder Frühgeschichte            |      |                                       |      |
| aKD-ALSH-Nr. 001 408 | Grabmal > Grabhügel     | Grabhügel                                    | Vor- und/oder Frühgeschichte            |      |                                       |      |
| aKD-ALSH-Nr. 001 409 | Grabmal > Grabhügel     | Grabhügel                                    | Vor- und/oder Frühgeschichte            |      |                                       |      |
| aKD-ALSH-Nr. 001 410 | Grabmal > Grabhügel     | Grabhügel                                    | Vor- und/oder Frühgeschichte            |      |                                       |      |
| aKD-ALSH-Nr. 001 411 | Grabmal > Grabhügel     | Grabhügel                                    | Vor- und/oder Frühgeschichte            |      |                                       |      |
| aKD-ALSH-Nr. 001 412 | Grabmal > Grabhügel     | Grabhügel                                    | Vor- und/oder Frühgeschichte            |      |                                       |      |
| aKD-ALSH-Nr. 001 413 | Grabmal > Grabhügel     | Grabhügel                                    | Vor- und/oder Frühgeschichte            |      |                                       |      |
| aKD-ALSH-Nr. 001 414 | Grabmal > Grabhügel     | Grabhügel                                    | Vor- und/oder Frühgeschichte            |      |                                       |      |
| aKD-ALSH-Nr. 001 415 | Grabmal > Grabhügel     | Grabhügel                                    | Vor- und/oder Frühgeschichte            |      |                                       |      |
| aKD-ALSH-Nr. 001 416 | Grabmal > Grabhügel     | Grabhügel                                    | Vor- und/oder Frühgeschichte            |      |                                       |      |
| aKD-ALSH-Nr. 001 417 | Befestigung > Wall      | Landwehr/Wall/Schanze/Panzergraben „Krümwal“ | Frühgeschichte, Neuzeit, Zeitgeschichte |      |                                       |      |
| aKD-ALSH-Nr. 001 418 | Grabmal > Grabhügel     | Grabhügel „Grat Klafhugh“                    | Vor- und/oder Frühgeschichte            |      |                                       |      |
| aKD-ALSH-Nr. 001 419 | Grabmal > Grabhügel     | Grabhügel                                    | Vor- und/oder Frühgeschichte            |      |                                       |      |
| aKD-ALSH-Nr. 001 420 | Grabmal > Grabhügel     | Grabhügel „Haamhugh“                         | Vor- und/oder Frühgeschichte            |      |                                       |      |
| aKD-ALSH-Nr. 001 421 | Grabmal > Grabhügel     | Grabhügel                                    | Vor- und/oder Frühgeschichte            |      |                                       |      |
| aKD-ALSH-Nr. 001 422 | Befestigung > Wall      | Landwehr/Wall/Schanze/Panzergraben „Ual Dik“ | Frühgeschichte, Neuzeit, Zeitgeschichte |      |                                       |      |
| aKD-ALSH-Nr. 001 423 | Befestigung > Wall      | Landwehr/Wall/Schanze/Panzergraben „Ual Dik“ | Frühgeschichte, Neuzeit, Zeitgeschichte |      |                                       |      |
| aKD-ALSH-Nr. 001 424 | Grabmal > Grabhügel     | Grabhügel „Grat Heeshugh“                    | Vor- und/oder Frühgeschichte            |      |                                       |      |
| aKD-ALSH-Nr. 001 425 | Grabmal > Grabhügel     | Grabhügel „Kaanshugh“                        | Vor- und/oder Frühgeschichte            |      |                                       |      |
| aKD-ALSH-Nr. 001 426 | Grabmal > Grabhügel     | Grabhügel                                    | Vor- und/oder Frühgeschichte            |      |                                       |      |
| aKD-ALSH-Nr. 001 427 | Grabmal > Grabhügel     | Grabhügel                                    | Vor- und/oder Frühgeschichte            |      |                                       |      |
| aKD-ALSH-Nr. 001 428 | Grabmal > Langbett      | Langbett/Steinreihe                          | Neolithikum                             |      |                                       |      |
| aKD-ALSH-Nr. 001 429 | Grabmal > Langbett      | Langbett/Steinreihe                          | Neolithikum                             |      |                                       |      |
| aKD-ALSH-Nr. 001 430 | Grabmal > Langbett      | Langbett/Steinreihe                          | Neolithikum                             |      |                                       |      |
| aKD-ALSH-Nr. 001 431 | Grabmal > Grabhügel     | Grabhügel „Grat Swarthugh“                   | Vor- und/oder Frühgeschichte            |      |                                       |      |
| aKD-ALSH-Nr. 001 432 | Grabmal > Grabhügel     | Grabhügel                                    | Vor- und/oder Frühgeschichte            |      |                                       |      |
| aKD-ALSH-Nr. 001 433 | Grabmal > Grabhügel     | Grabhügel                                    | Vor- und/oder Frühgeschichte            |      |                                       |      |
| aKD-ALSH-Nr. 001 434 | Grabmal > Grabhügel     | Grabhügel                                    | Vor- und/oder Frühgeschichte            |      |                                       |      |
| aKD-ALSH-Nr. 001 435 | Grabmal > Grabhügel     | Grabhügel                                    | Vor- und/oder Frühgeschichte            |      |                                       |      |
| aKD-ALSH-Nr. 001 436 | Grabmal > Grabhügel     | Grabhügel                                    | Vor- und/oder Frühgeschichte            |      |                                       |      |
| aKD-ALSH-Nr. 001 437 | Grabmal > Grabhügel     | Grabhügel                                    | Vor- und/oder Frühgeschichte            |      |                                       |      |
| aKD-ALSH-Nr. 001 438 | Grabmal > Grabhügel     | Grabhügel                                    | Vor- und/oder Frühgeschichte            |      |                                       |      |
| aKD-ALSH-Nr. 001 439 | Grabmal > Grabhügel     | Grabhügel                                    | Vor- und/oder Frühgeschichte            |      |                                       |      |
| aKD-ALSH-Nr. 001 440 | Grabmal > Grabhügel     | Grabhügel                                    | Vor- und/oder Frühgeschichte            |      |                                       |      |
| aKD-ALSH-Nr. 001 441 | Grabmal > Grabhügel     | Grabhügel                                    | Vor- und/oder Frühgeschichte            |      |                                       |      |
| aKD-ALSH-Nr. 001 442 | Grabmal > Grabhügel     | Grabhügel                                    | Vor- und/oder Frühgeschichte            |      |                                       |      |
| aKD-ALSH-Nr. 001 443 | Grabmal > Grabhügel     | Grabhügel                                    | Vor- und/oder Frühgeschichte            |      |                                       |      |
| aKD-ALSH-Nr. 001 444 | Grabmal > Grabhügel     | Grabhügel                                    | Vor- und/oder Frühgeschichte            |      |                                       |      |
| aKD-ALSH-Nr. 001 445 | Grabmal > Grabhügel     | Grabhügel                                    | Vor- und/oder Frühgeschichte            |      |                                       |      |
| aKD-ALSH-Nr. 001 446 | Grabmal > Grabhügel     | Grabhügel „Haahugh“                          | Vor- und/oder Frühgeschichte            |      |                                       |      |
| aKD-ALSH-Nr. 001 447 | Grabmal > Langbett      | Langbett/Steinreihe                          | Neolithikum                             |      |                                       |      |
| aKD-ALSH-Nr. 001 448 | Steinsetzung            | Steinsetzung/Sodensetzung/Pfahlsetzung       | Vorgeschichte                           |      | Steinsetzung mit ca. 30 m Durchmesser |      |
| aKD-ALSH-Nr. 001 449 | Grabmal > Grabhügel     | Grabhügel                                    | Vor- und/oder Frühgeschichte            |      |                                       |      |
| aKD-ALSH-Nr. 001 450 | Grabmal > Grabhügel     | Grabhügel                                    | Vor- und/oder Frühgeschichte            |      |                                       |      |
| aKD-ALSH-Nr. 001 451 | Befestigung > Wall      | Landwehr/Wall/Schanze/Panzergraben           | Frühgeschichte, Neuzeit, Zeitgeschichte |      |                                       |      |
| aKD-ALSH-Nr. 001 452 | Befestigung > Wall      | Landwehr/Wall/Schanze/Panzergraben           | Frühgeschichte, Neuzeit, Zeitgeschichte |      |                                       |      |
| aKD-ALSH-Nr. 001 453 | Grabmal > Langbett      | Langbett/Steinreihe „Stiandösk“              | Neolithikum                             |      |                                       |      |
| aKD-ALSH-Nr. 001 454 | Grabmal > Großsteingrab | Steinkammer „Val Höw“                        | Neolithikum                             |      |                                       |      |
| aKD-ALSH-Nr. 001 455 | Grabmal > Grabhügel     | Grabhügel                                    | Vor- und/oder Frühgeschichte            |      |                                       |      |
| aKD-ALSH-Nr. 001 456 | Altacker                | Altacker (celtic field)                      |                                         |      |                                       |      |